# Pyroppia dentata
Pyroppia dentata är en kvalsterart som beskrevs av Krivolutsky 1974. Pyroppia dentata ingår i släktet Pyroppia och familjen Ceratoppiidae. Inga underarter finns listade i Catalogue of Life.